# Фрактометар
Фрактометар (од латинског frango, frangere = ломити) је уређај за мерење чврстоће и осталих механичких особина дрвета, на претходно узетом узорку дрвета преслеровим сврдлом са одређеног дела стабла или гране који треба да се испита. 

## Поступак
Узорак добијен преслеровим сврдлом - извртак се ставља у фрактометар. Закретањем помичног дела уређаја, узорак се оптерећује до тренутка лома при чему се мери отпорност дрвета на лом и угао лома. Употреба фрактометра омогућује, поред процене опасности од извале стабла и процену чврстоће дрвета, као и утврђивање физичких својстава дрвета при нападу гљива које изазивају различите облике трулежи. Код беле трулежи проузроковачи као што су Armillaria mellea (Vahl) P. Kumm., Bjerkandera adusta (Willd.) P.Karst., Chondrostereum purpureum (Pers.) Pouzar и друге разлажу прво лигнин и само делимично целулозу и хемицелулозу па ће извртак због доминантне целулозне грађе бити мекан. Код смеђе трулежи коју проузрокују Coniophora puteana (Shum.: Fr.) P.Karst, Fomitopsis pinicola (Sw.:Fr.) P. Karst., Gloeophyllum sepiarium (Wulfen) P. Karst. и друге, чине да узорак извађен преслеровим сврдлом губи механичка својства јер је дрво нападнуто овим гљивама круто због доминантне лигнинске грађе, али и ломљивим због разложених угљенохидратних компоненти (целулозе и хемицелулозе).
После анализе фрактометром може се у оквиру арборикултурних радова са доста сигурности утврдити да ли је дрво за сечу, уклањање појединих грана или ова мера није потребна.